# Éric Di Meco
Éric Di Meco (Avinhão, 7 de setembro de 1963) é um ex-futebolista francês que atuava como lateral-esquerdo. Defendeu quatro clubes de seu país e teve seu auge no Olympique de Marseille, onde foi campeão europeu.

## Carreira

### Marseille
Após jogar nas divisões de base do Robion e do MJC Avignon, profissionalizou-se no Marseille, em 1980. No clube francês, fpo tetracampeão nacional, participando ativamente dessas conquistas, com exceção da de 1991-92.
Também foi no Marseille que conseguiu o título mais importante da carreira, a Liga dos Campeões da UEFA de 1992-93, além de ter participado da campanha do vicecampeonato deste mesmo certame em 1990-91.
Entre os quatorze anos que passou no Marseille, Éric esteve emprestado por duas temporadas para os também franceses AS Nancy e FC Martigues, em 1986–87 e 1987–88, respectivamente.

### AS Monaco
Em 1994, foi contratado pelo AS Monaco, onde foi campeão francês mais uma vez e onde encerrou sua carreira em 1998.

## Seleção Francesa
Di Meco jogou vinte e três partidas pela Seleção de seu país, entre 1989 e 1996.

## Títulos
Marseille
- Campeonato Francês: 1988-89, 1989-90, 1990-91 e 1991-92
- Liga dos Campeões da UEFA: 1992-93
- Copa da França: 1988-89

Monaco
Campeonato Francês: 1996-97
Seleção Francesa
- Copa Kirin: 1994